# 曹泰根
曹泰根（ Jo Tae-keun，1985年4月26日—），生於南韓慶尚北道龜尾市，南韓足球運動員，司職中堅。

## 早年生活
曹泰根生於南韓慶尚北道龜尾市，自小受父親影響在長大後成為職業足球員，而他在全州大學畢業後曾有機會踏足韓國職業聯賽，不過他卻因膝傷而沒有接觸足球接近兩年，而結果他傷瘉復出後嘗試挑戰在日本職業聯賽立足，最終他於南韓當地球會水原FC出道。

## 球員生涯
直到2012年，由於大量韓職球會二隊表現普通或部份K3聯賽的球員都能成功到泰國聯賽落班，故曹泰根為此準備一年後透過一名朋友而不是經理人到泰超球會猜納犀鳥試腳，而結果獲他時任教練兼前泰國國家隊成員蘇拉猜給予他合約正式加盟，而他在猜納犀鳥效力長達3年，並在最後一場代表球會的賽事達成為猜納犀鳥上陣100場的里程碑，兼獲球會班主送贈紀念品，離隊後他於2017年1月轉戰泰甲加盟清邁，期間於各項賽事上陣10場錄取1球，直到2017年夏天他透過經理人引薦加盟港超聯球會東方龍獅，可是他加盟後表現不似預期廣受迷批評，結果隨着日本籍井川祐輔在2018年1月加盟，使曹泰根與東方達成解約協議離隊，在2月1日回國與乙組球會大田市民簽約，並在3月18對首爾依戀的聯賽首度為上陣。

## 球會榮譽
猜納犀鳥
- 泰國足總盃冠軍（英语：2016 Thai FA Cup）（2016）

## 外部連結
- 香港足球總會網站球員資料 （页面存档备份，存于）